# ろ過
ろ過（ろか、濾過、沪過、英: filtration）とは、液体または気体に固体が混ざっている混合物を、細かい穴がたくさんあいた多孔質（ろ材）に通して、穴よりも大きな固体の粒子を液体または気体から分離する操作である。科学実験や化学工業などで用いられる操作であるが、家庭でろ紙を用いてコーヒーを淹れたり、真空掃除機で吸った空気からゴミを分離するのもろ過の一種である。

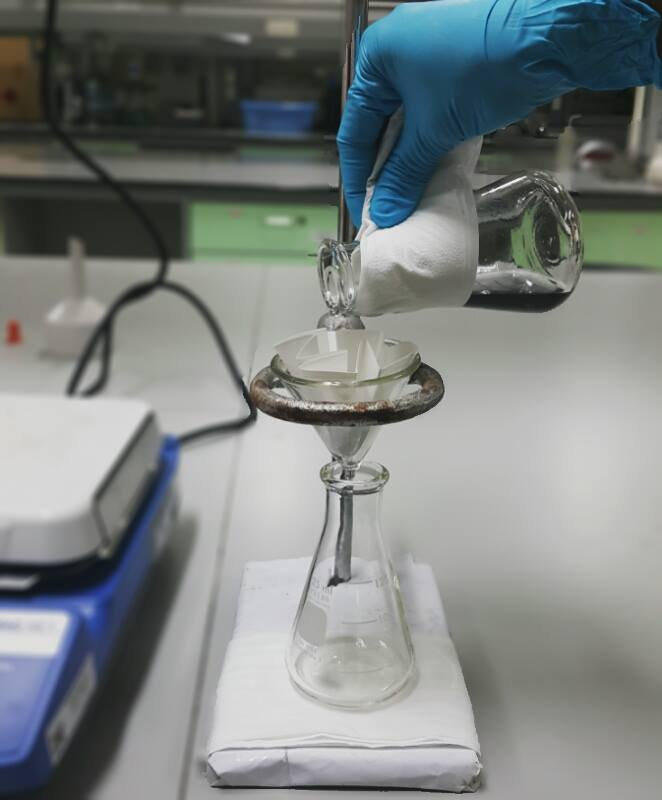
高温溶液から固形物を分離するための高温ろ過

濾（さんずいに遠慮の「慮」。字義は「こし取る」）が常用漢字でないため、一般で「ろ過」と表記されることもあるが、交ぜ書きを避けるために「沪過」という略字を用いて表記する専門家もいる。
液体混合物を通すための多孔質として、古典的には紙（セルロース）でできたろ紙（フィルター、英: filter paper）を使うことが多い。セルロースは最も一般的なろ紙の素材であるが、用途に合わせて種々のろ紙が開発・実用化されてきた。ろ過で使われる多孔質はより一般的にろ材（濾材、ろざい）と呼ばれる。
一般に、ろ過をした後にろ紙上に残る固体を残渣（ざんさ、英: residue）・ろ物（濾物、ろぶつ）、ろ紙を通過した液体をろ液（濾液、ろえき、英: filtrate）と呼ぶ。また、空気をろ過して清浄にするためのろ材はエアフィルタと呼ばれる。
ろ過とろ別（濾別、ろべつ）は混同されがちであるが、目的物がろ液中に溶存している場合はろ過、残渣中に残っている場合はろ別、という風に使い分ける。

## 方法
実験操作で液体と固体を分離させるために行う一般的なろ過では、ガラス製の漏斗の上に、紙製のろ紙をのせ、その上からろ過したい混合物を注ぐ。ろ紙は細かい網目状の構造をもっているので、その網目よりも小さな物質（液体や、溶解している物質の分子）は通り抜けられるが、大きな固体は通り抜けられずにその上に残る。これによって、液体と固体を分離することができる。ろ過をする場合、ろ紙の上に残るもの（残渣）が必要な場合と、ろ紙を通過した液体（ろ液）が必要な場合があるため、状況に応じてろ紙の素材と孔径を選択する。
また、場合によっては、ろ紙にかかる圧力や漏斗の温度を変えたり、ろ紙の上に助剤とよばれる物質をのせたりすることで、ろ過を効率的におこなえるようにすることがある。

## 種類
ろ過は、その手法や材質などにより分類できる。例えば、通常の圧力と温度で行う自然ろ過のほか、ろ過を早くすることを目的とする減圧ろ過、収率の向上を目的とする熱時ろ過などの手法がある。以下に分類する。

### 圧力による分類
ろ過において、そのろ過速度をもっとも大きく左右するパラメータのひとつは差圧、すなわち、ろ紙の上下面にかかる圧力差である。これによりろ過は以下の4つに分類できる。

#### 自然ろ過
通常、ろ過といえばこれを指す。ろ過に関わる力はろ紙上と漏斗内にある液体にかかる重力のみであり、ろ過速度は遅い。しかしながら特別な装置などを必要としないため、最も広く用いられる。比較的粘度が低く、固体の量が少ないものが対象になる。円形のろ紙を用い、これを4つ折り（分析折りとも呼ぶ）にして漏斗に密着させ、これにろ過したいものを注ぐ。また、ろ紙に山折と谷折を交互に繰り返してひだ状にしたひだ折りろ紙を用いる方法もある。
前者はろ紙の物理的強度に優れるが、有効面積の約半分しか使用できないため、ろ過速度は遅い。後者は繰り返し折るため特に先端の強度が弱くなるが、ろ過面積を有効に使えるため、ろ過速度に優れる。一般には残渣の回収率を重視する場合は前者が用いられ、ろ液のみを必要とする際などは後者を用いることが多い。

#### 減圧ろ過
減圧ろ過とは、ろ過速度を向上させるために、ろ紙の下面を減圧して大気圧をかけてろ過するろ過方法を指す。これにより、自然ろ過では不可能であった高粘度物質のろ過や大量の沈殿のろ過が可能である。減圧ろ過の最も簡単な方法は、ろ過瓶と呼ばれる減圧可能なガラス瓶をろ液受けとして使用し、圧力が一箇所に集中することを防ぐために、ろ紙を平面の目皿に置くブフナーロートを用いるものである。ろ紙を折らないため、残渣の回収率もきわめて高い。減圧ろ過ではろ紙がろ液に濡れたときの物理的強度を特に吟味する必要がある。吸引ろ過ともいう。

#### 加圧ろ過
加圧ろ過とは、減圧ろ過でもろ過しきれない物質に対するろ過法。耐圧の容器（加圧ろ過器などと呼ぶ）に、ろ紙とろ過したいものを充填し、ろ過液面上部を圧縮空気もしくは窒素などの不活性ガスで加圧する。理論的にはろ材もしくは容器が耐えうる圧力まで加圧することができるので、大気圧分までしか差圧が得られない減圧ろ過に比べて効率よくろ過を行うことができる。また、通常のろ紙ではこの圧力に耐えることができないため、専用に設計されたろ過板を用いることが多い。

#### 遠心ろ過
遠心ろ過とは、遠心力を用いて差圧を得てろ過する方法。実験室的にはカートリッジになったろ過チップにろ過したいものを入れ、遠心分離機でろ過する。減圧ろ過、加圧ろ過ほど一般的ではないが、より差圧が必要な限外ろ過などに用いられる。
上記のろ過手法は順にろ過速度、能力に優れるが、その分設備的な制約が大きくなる。このため、一般の実験室では減圧ろ過までが用いられることが多く、逆にプラントスケールのろ過においては、そのろ過性状に関係なく加圧ろ過が用いられたり、加圧・減圧を併用したろ過を行うことも多い。

### ろ材による分類

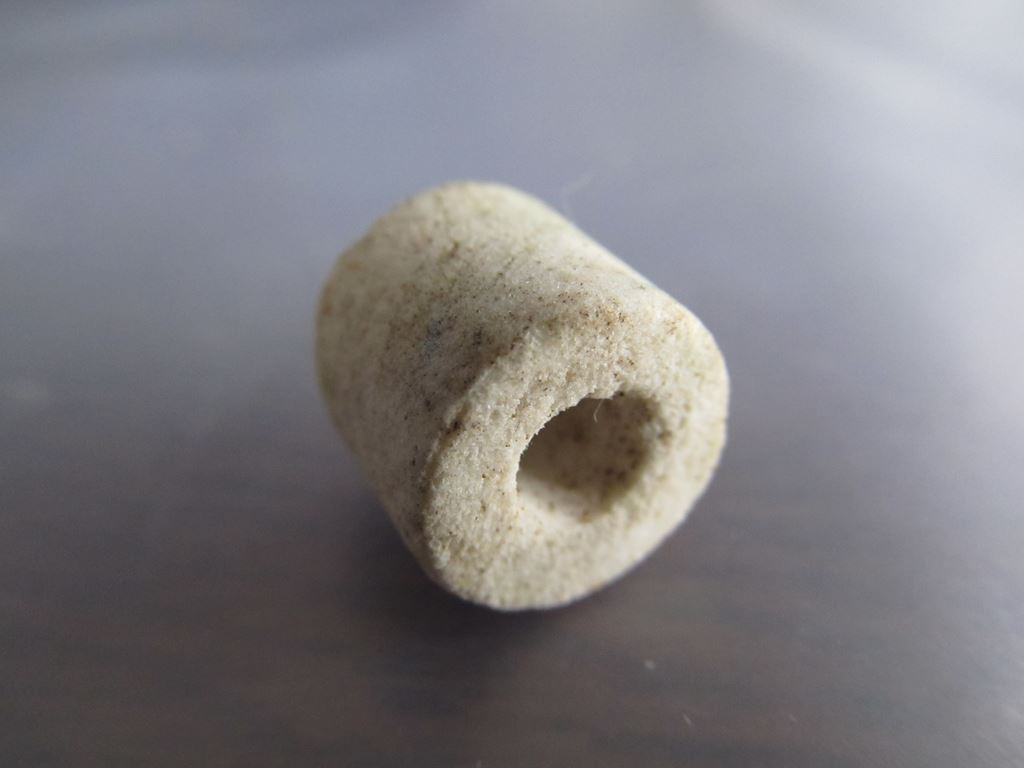
ガラス系多孔質ろ材

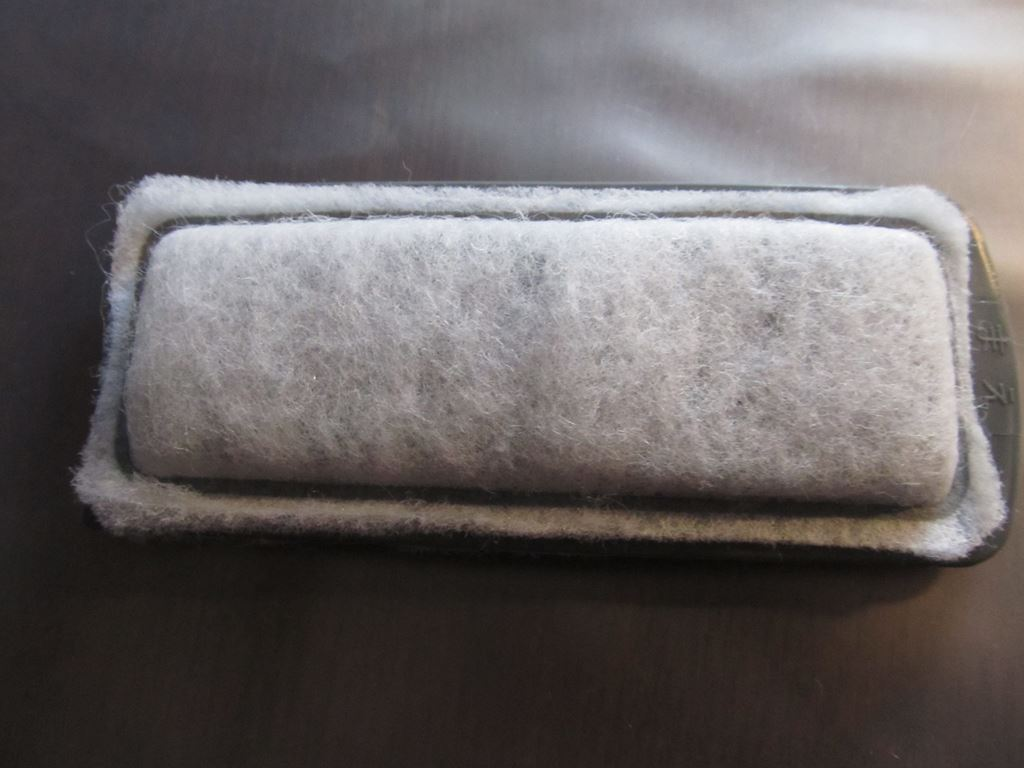
複数種の組み合わせ

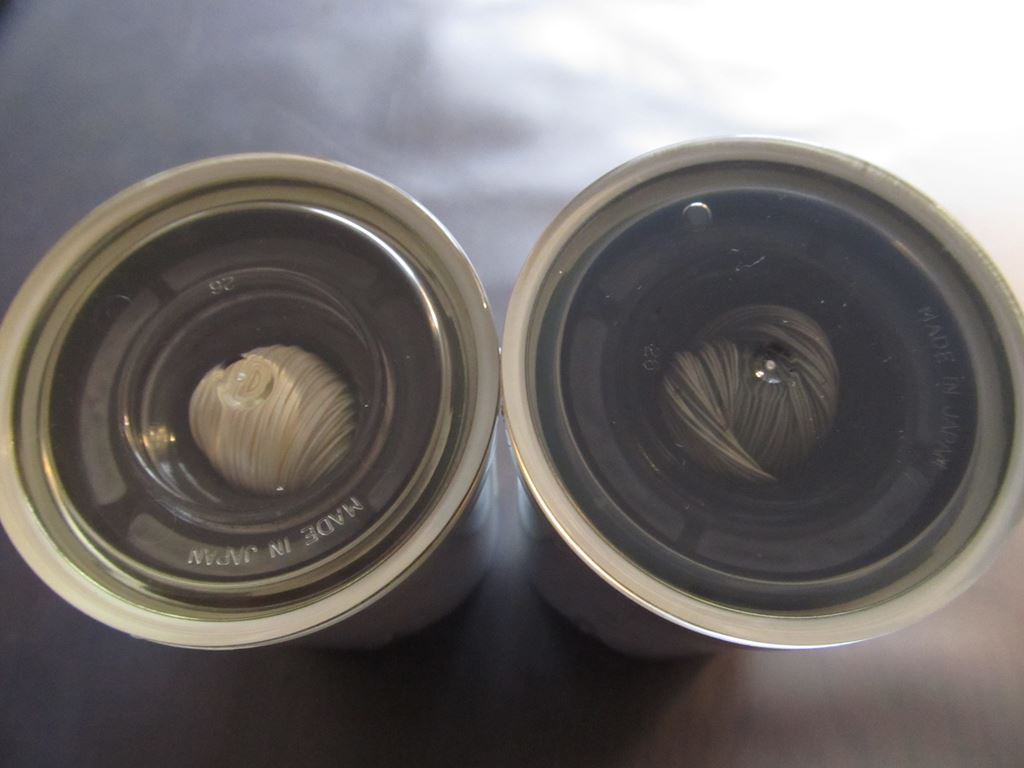
活性炭と中空糸膜を使用した浄水器用フィルターカートリッジ新古

前述のとおり、今でも広くセルロースのろ紙が用いられるが、他にもさまざまな特性をもったろ材がある。

#### セルロース
高純度のセルロースを基材としたろ紙。ろ紙の項を参照。本項で断りなくろ紙と綴ったとき、これを指すものとする。

#### ガラス繊維フィルター
基材としてガラス繊維（グラスファイバー）を使用している。機械的強度に優れ、同じ孔径のろ紙に比べてろ過速度は数倍から数十倍と速い。特に高粘度物質の減圧ろ過や、気体中の浮遊粒子状物質の捕集に用いられる。

#### メンブランフィルター
メンブレンフィルター (membrane filter) ともいう。フッ素樹脂やセルロースアセテートで作られた孔径の揃った多孔性の膜である。様々な孔径のものが市販されており、また強度も強い。メンブランフィルターはその表面のみで残渣を保持するため、他のろ材に比べて単位表面積あたりの許容残渣量が極めて少ない。このため、多量の残渣が存在する場合は前処理で除く必要がある。あらかじめプラスチックの間にはさまれた形状のもの（シリンジフィルター）と、専用のガラス器具にはさんで使用するタイプのものがある。主に各種溶媒の精製や、分析前処理など、精密なろ過に用いられるほか、微生物分析にも用いられる。0.22μm程度の孔径を有するものが完全除菌の目的のために繁用されている。

#### ろ過板
セルロース、グラスファイバーなどを圧縮成型して強度を高めた板状のろ材。主に工業用であるが、実験室で加圧ろ過を行う際にはもっとも良く用いられる。製造メーカーによってその組成は違うが、多くは多層構造となっており、多量の沈殿にも目詰まりすることなくろ過速度を維持できるように工夫されている。

#### 焼結フィルター
焼結技術により金属粉末同士を接合し、金属粉末の粒子径を制御することにより気孔径をコントロールする。

#### 綿栓ろ過
ろ紙を使用しないろ過として、綿を用いた綿栓ろ過がある。漏斗やピペット等に少量の綿やグラスウールをつめこみ、ろ過したいものを注ぐ。綿の量によって、ろ過の速度や精度が変化する。簡易的なろ過としてしばしば用いられる。

#### セライトろ過
分液操作において不溶物が皮膜化するとエマルジョンを解消することが困難となる。その場合、分液操作の前処理としてセライト(celite, 陶土)あるいはケイソウ土をろ過補助剤としてろ紙の上に敷き詰め、減圧ろ過を施し、不溶物を除去することで、エマルジョンを解消しやすくする方法がある。また、不要な大量の残渣をろ去する際、ろ紙が目詰まりするのを防ぐにも有用である。この手法をセライトろ過と呼ぶ。
上記以外にもフェーズセパレーターろ紙と呼ばれる、紙製ろ紙をシリコン加工により撥水性を持たせ、水相を残渣、有機相をろ液として分別できるろ紙や、さまざまなろ材を重層構造にしたカートリッジ状のフィルター等、用途によりその種類は多岐にわたる。

#### 砂ろ過
砂利の層の上に砂の層を敷きそこに水などを通すことで不純物を取る表層濾過（砂濾過池（砂ろ過池））。かつて、上水道の浄水にしばしば用いられ、今日でも下水道の清浄に用いられている。用水処理技術には懸濁物質 (SS) を捕捉除去するのが前処理での重要な技術の一つ。
また、鉄・マンガン・濁度・色度の処理などにも使われる。用途としては、浴槽・プール・井戸水・雨水の処理装置として用いられている。

### その他の分類
ここでは、上記2項では分類できないろ過法を説明する。

#### 熱時ろ過
再結晶をする際などでは、ろ過したい溶液の温度が室温よりも高いことが多い。これをそのまま室温でろ過すると、ろうと上で溶液が急冷され、結晶が析出してしまい、収率の低下を招く。そのため、このような場合では、漏斗とろ紙を予め加熱しておき、それでろ過をする。このような方法を熱時ろ過という。簡易的には、漏斗とろ紙をオーブンで加熱しておき、ろ過する直前に取り出して使用する。また、漏斗の周囲にヒーターを付けた専用の器具も市販されている。逆に冷却しながらろ過をしたい場合は、リービッヒ冷却器などのように二重構造になった漏斗を使用することもある。

#### 限外ろ過
フィルターの孔径を分子サイズに近づけたろ過は限外ろ過と呼ばれ、巨大分子を除去することができる。限外ろ過の例としては中空糸膜を使った家庭用浄水器等が挙げられる。また生物の腎臓では糸球体において血液が限外ろ過され尿（原尿）が生成されており、人工透析では失われた糸球体機能の代わりを人工透析装置の中空糸膜が補っている。
限外ろ過膜も参照

## 実験室での水系自然ろ過の方法
まず、ろ紙を半分に折り、その状態からさらに半分に折る（はじめの4分の1の形になる）。ろ紙のサイズは、毛細管現象により漏斗の外壁を汚さないようにする為に、設置したときにはみ出さないサイズを使用する。それを片側が一重で他方が三重にろ紙が重なるように円錐状に広げ、漏斗に設置する。この時、蒸留水を使ってろ紙をしっとりとぬらす。
上記の操作を行った漏斗を、漏斗の足がビーカーの内側側面につくようにして設置し、分離したい溶液をガラス棒を伝わらせて注ぎ入れる。

## 実用面での利用例
実験以外での、家庭などでの利用例としては、以下のようなものがある。
- 台所周り：茶こし・油こし・網じゃくし・コーヒーフィルター
- エンジン・油空圧・産業機械関連：潤滑油などを濾過するオイルフィルターや吸気を濾過するエアフィルター。
- 観賞魚の水槽内で水を浄化する濾過装置。

## 操作として
濾過することを濾す（こす）ともいうが、これは操作としては篩う（ふるう）に近いものである。どちらかといえば、篩う方は粒子同士をその大きさの差で選別する場合に使われるが、はっきりとした区別はなく、動作対象となる粒子の大きさの差と言っても過言ではない。
なお、このような操作は濾材の穴の大きさによって、それより大きいものを選り分ける操作と見られることが多いが、必ずしもそうではない。篩う場合、濾す場合でも粒子の大きいものについてはそう考えてもよいが、ある程度以上細かいものに関しては、濾材の表面での吸着作用が大きな影響を持っている。また、上水道や観賞魚用の濾材の場合、その表面における生物の作用も無視できない。

## 生物の場合
網の目状の構造で水中から餌を濾し取って食べる食べ方のことを濾過摂食といい、これを行う動物を濾過摂食者という。たとえばヒゲクジラはその典型である。一見似たものに繊毛粘液摂食というのもあり、こちらはその摂食装置の表面に粘液を出し、それに吸着した微粒子を繊毛で集めて食べるものを指す。